# Ханс Келнер
Ханс Келнер (на немски: Hans Källner) (1898 – 1945) е германски генерал-лейтенант, служил по време на Втората световна война, носители на Рицарски кръст с дъбови листа и мечове.
Келнер е роден в Катовице, Полша. Убит е в акция при посещение на фронтовата линия близо до днешното село Соколнице, Южноморавски край, Чехия.

## Награди
- Железен кръст (1914 г.)
  - II степен (3 септември 1917 г.)
  - I степен (4 август 1918 г.)
- Кръст на честта
- Сребърна пластинка към Железния кръст
  - II степен (19 септември 1939 г.)
  - I степен (18 октомври 1939 г.)
- Танкова значка – сребърна
- Германски кръст – златен (18 октомври 1941 г.)
- Рицарски кръст с дъбови листа и мечове
  - Носител на Рицарски кръст (3 май 1941 г.) като полковник и командир на 73-ти пехотен полк
  - Носител на дъбови листа №392 (12 февруари 1944 г.) като генерал-майор и 19-а танкова командир на дивизия
  - Носител на мечове №106 (8 юли 1944 г.) като генерал-лейтенант и командир на 19-а танкова дивизия
- Споменат 2 пъти във „Вермахтберихт“: 23 август 1944, 22 септември 1944 г.